# Daniela Mercury
Daniela Mercuri de Almeida Verçosa ORB • OMC (Salvador, 28 de julho de 1965), mais conhecida como Daniela Mercury, é uma cantora, compositora, bailarina e filantropa brasileira. Daniela é licenciada em dança pela Universidade Federal da Bahia, tendo iniciado seus estudos nessa arte desde os quatro anos de idade, tornando-se posteriormente professora de jazz, dança moderna e balé clássico, além de ter se especializado e atuado em outros gêneros, como dança afro e dança contemporânea. Começou a cantar profissionalmente aos quinze anos, mesma idade em que subiu em um trio elétrico pela primeira vez, integrando a carreira de cantora e bailarina.
Desde 1990, Mercury lançou onze álbuns de estúdio e participou de muitos outros projetos. O maior sucesso de sua carreira, O Canto da Cidade, é creditado por trazer o gênero musical axé music à evidência internacional e iniciado um movimento que abriu o caminho para diversos artistas obterem sucesso subsequentemente. Além disso, a obra a rendeu um certificados de diamante, pela Pro-Música Brasil (PMB) e vendeu mais de 3 milhões de cópias. Seu sucesso se solidificou com seus dois discos seguintes, Música de Rua (1994) e Feijão com Arroz (1996), que garantiram a intérprete multiplos certificados de platina. Com o último citado, convertendo-se em um dos álbuns mais vendidos de todos os tempos em Portugal e angariando seis discos de platina pela Associação Fonográfica Portuguesa (AFP), além de ter vendido 800 mil cópias na França. Em 2000, após lançar Sol da Liberdade, ela tornou-se a primeira artista a sair com um trio elétrico de música eletrônica pelo Carnaval da Bahia. Suas experimentações com esses gênero se refletiu em suas obras seguintes, Sou de Qualquer Lugar (2001) e Carnaval Eletrônico (2004), com o último recebendo uma indicação ao Grammy Latino.
Em 2005, ela voltou as suas raízes musicais com Balé Mulato, que foi bem recebido pela crítica especializada. O projeto foi promovido através de uma extensa turnê que foi registrada no disco ao vivo homônimo. Este último rendeu à cantora sua primeira vitória no Grammy Latino, na categoria Melhor Álbum de Música Regional ou de Raízes Brasileiras. Com o passar dos anos, ela acumulou um extenso catálogo de singles, com "Swing da Cor", "O Canto da Cidade", "O Mais Belo dos Belos", "À Primeira Vista", "Rapunzel", "Nobre Vagabundo", "Ilê Pérola Negra (O Canto do Negro)", "Mutante", "Maimbê Dandá", tornando-se os mais populares. 
Por seu pioneirismo no gênero, é conhecida como a Rainha do Axé. Ao longo de sua carreira, Mercury, que é uma das recordistas em vendas de discos no Brasil por mais de 12 milhões de álbuns comercializados, acumulou diversos prêmios, incluindo um Grammy Latino, seis Prêmio da Música Brasileira, um reconhecimento pela Associação Paulista de Críticos de Arte, três prêmios Multishow e dois MTV Video Music Brasil. Na televisão foi jurada e mentora dos talent shows Popstars, Superstar e The Voice Kids Portugal. Além disso, Mercury cantou com artistas de renome internacional, como Alejandro Sanz, Ray Charles e Paul McCartney. Ela também é conhecida por suas opiniões políticas, presença nas redes sociais, esforços filantrópicos e ativismo social, incluindo direitos LGBT e o combate ao racismo.

## Carreira

### 1986–90: Bloco Eva e Companhia Clic
Daniela foi segunda cantora da Banda Eva em 1986, quando o grupo ainda era apenas um bloco carnavalesco que se apresentava nos cinco dias do carnaval de Salvador. Em 1989, a cantora tornou-se backing vocal da banda de Gilberto Gil e, no mesmo ano, se tornou vocalista da banda de axé Companhia Clic, onde ficou até 1990, gravando dois álbuns e lançando as faixas de sucesso "Pega que Oh!" e "Ilha das Bananas".

### 1991–94:Daniela MercuryeO Canto da Cidade
O primeiro álbum de Daniela, o homônimo Daniela Mercury, foi lançado em 1991 pela gravadora Eldorado. Deste, foram lançadas para as rádios as canções "Swing da Cor", o primeiro single de Daniela a chegar ao topo da parada brasileira, e "Menino do Pelô", ambas gravadas com o bloco afro Olodum. No ano seguinte, desligou-se da gravadora e desde então produz os próprios álbuns para depois negociar a distribuição com as gravadoras que estejam interessadas. Em 1992, apresentou-se no projeto "Som do Meio-Dia" no Museu de Arte de São Paulo. O show reuniu mais de trinta mil espectadores, o que acabou por deixar o trânsito engarrafado nas imediações do local. Após quarenta minutos de show, Daniela foi retirada do palco por representantes da secretaria de turismo de São Paulo que, preocupados com a estrutura do museu, obtiveram uma ordem da polícia militar para retirá-la do local.
Logo após o show, Daniela foi contratada pela gravadora Sony Music, que lançou o seu segundo álbum solo, O Canto da Cidade em 1992. O álbum vendeu mais de dois milhões de cópias no Brasil, fazendo com que Daniela se tornasse a segunda intérprete feminina a atingir tal feito, e produziu sucessos como "O Mais Belo dos Belos", "Batuque", "Você Não Entende Nada" e a faixa-título O Canto da Cidade. Todos alcançaram o topo da parada oficial. As canções "Só Pra Te Mostrar", um dueto com Herbert Vianna, e "Bandidos da América" fizeram relativo sucesso nas rádios brasileiras, atingindo as posições de número nove e 21 na parada, respectivamente. O álbum rendeu também o especial de fim de ano O Canto da Cidade na Rede Globo, onde foram mescladas apresentações de um show gravado na praça da Apoteose no Rio de Janeiro com videoclipes gravados com Caetano Veloso, Herbert Vianna e Tom Jobim. O especial, até então inédito em vídeo, foi lançado em um box (CD remasterizado e DVD) O Canto da Cidade - 15 Anos em 2008, para comemorar os quinze anos do lançamento do álbum. Em julho de 1993, Daniela foi uma das principais atrações brasileiras no prestigiado Festival de Jazz de Montreux, na Suíça.
Alguns consideram que o álbum O Canto da Cidade foi o precursor do movimento samba-reggae, logo chamado de axé music, que, em seguida, ganhou força em todas as regiões do país e permitiu que outros artistas do gênero tivessem destaque no cenário musical brasileiro. Acredita-se que, também, a partir deste álbum, o carnaval da Bahia passou a ter divulgação maciça na mídia. Daniela experimentou durante este período, um auge de popularidade pouco visto na história da indústria musical brasileira, sendo apelidada de "furacão da Bahia" e "rainha do axé".

### 1994–99:Música de RuaeFeijão com Arroz
Daniela lançou seu terceiro álbum intitulado Música de Rua em 1994, pela Sony Music. As críticas foram duras, afirmando que a cantora copiara a fórmula do álbum anterior. No entanto, este álbum vendeu mais de meio milhão de cópias e produziu dois singles que alcançaram o topo da parada, "Música de Rua" e "O Reggae e o Mar", e um que chegou no sexto lugar, "Por Amor ao Ilê". Naquele mesmo ano, gravou com Ray Charles um comercial da Cerveja Antarctica para promover a Copa Mundial de Futebol da FIFA. Em 1996, lançou o quarto álbum, Feijão com Arroz. Produzido por Alfredo Moura, maestro e compositor brasileiro, reconhecido por Caetano Veloso como o urdidor da axé music, foi muito bem recebido por ambos crítica e público, sendo considerado pelo site AllMusic, o melhor da carreira da cantora. Os arranjos e a produção esmerada colaboraram para mostrar ao grande público um lado da cantora até então desconhecido. Entre as canções lançadas, como "Nobre Vagabundo" e "Rapunzel", está o single que alcançaria o primeiro lugar das paradas, "À Primeira Vista". As vendas de Feijão com Arroz chegaram perto de dois milhões de cópias (800 mil cópias no Brasil, 300 mil cópias na França, e 270 mil cópias em Portugal) fazendo deste o segundo álbum mais vendido de toda sua carreira.[carece de fontes?]
O álbum ajudou a impulsionar a carreira internacional da cantora. Em Portugal tornou-se um dos mais vendidos de todos os tempos, na França tornou-se elegível para um disco de platina e proporcionou um show no importante teatro La Cigale, em julho de 1997. Nesse mesmo ano, a cantora apresentou-se para três mil pessoas no Festival de Artes Latinas do Lincoln Center Em Nova Iorque. Foi também em 1997 que a cantora decidiu levar seu bloco - o tradicional Crocodilo - para o circuito então alternativo da Barra. A decisão, de início considerada ousada, acabou por tornar o circuito Barra-Ondina o principal do carnaval de Salvador. Em 1998, fez uma participação especial ao lado de Alceu Valença na telenovela Mandacaru, da extinta TV Manchete, onde interpretaram os cangaceiros Lampião e Maria Bonita. Nesse mesmo ano lançou seu primeiro álbum gravado inteiramente ao vivo, Elétrica. Este álbum, produziu a música "Trio Metal", de autoria de Alfredo Moura, Renan Ribeiro, Marcelo Porciúncula e Daniela. No mesmo ano, Daniela participou da coletânea Tropicália - 30 anos, na qual interpretou "Alegria, Alegria", uma das canções de assinatura de Caetano Veloso. Também em 1998, o videoclipe de "Rapunzel" foi exibido nos intervalos dos jogos da Copa do Mundo de Futebol na França. A cantora foi eleita a artista do verão pelo canal France 2, o maior canal público francês.
Em 1999 foi lançada a coletânea Swing Tropical, último álbum pela Sony Music, que continha os maiores sucessos até então, e uma regravação de "País Tropical", com o Olodum e com direção e produção de Alfredo Moura, um dos maiores sucessos de Jorge Ben Jor no final dos anos 60. Ainda em 1999, Daniela fundaria um dos principais trios elétricos do carnaval de Salvador, o Trio Techno. A cantora recebeu muitas críticas, chegando a ser vaiada pelo público, que desaprovava a fusão com a música eletrônica. No entanto, aos poucos foi conseguindo agradar e todo ano, desde então, o trio é acompanhado por uma enorme multidão no percurso Barra-Ondina, passando a ser o carnaval de Salvador repleto de DJs em blocos e camarotes.

### 2000–03:Sol da LiberdadeeSou de Qualquer Lugar

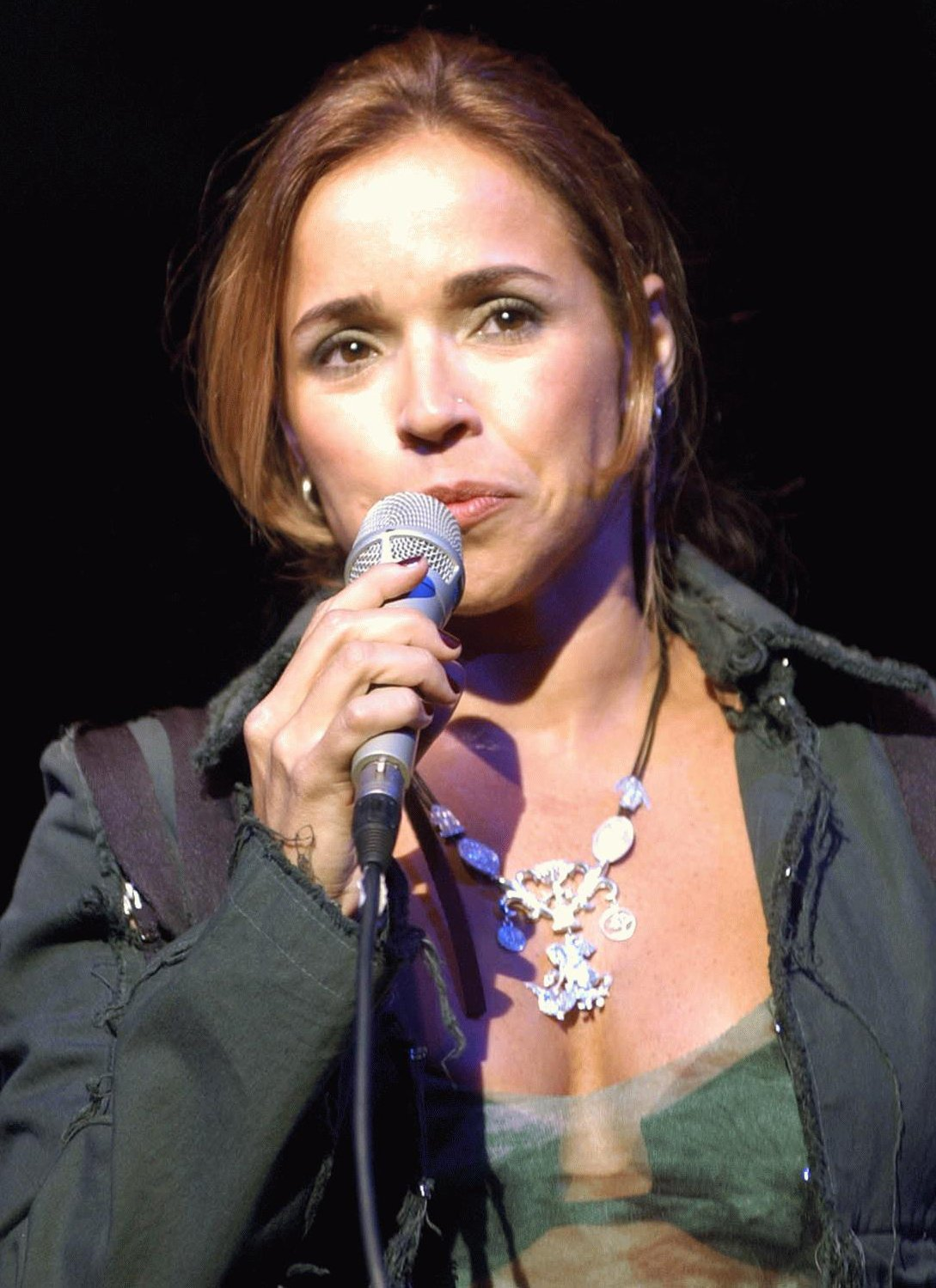
Daniela Mercury (2003)

Em 2000, Daniela lançou seu quinto álbum de estúdio, Sol da Liberdade, seu primeiro pela gravadora BMG. O álbum produziu dois números um: "Ilê Pérola Negra (O Canto do Negro)" e a regravação de "Como Vai Você" de Antônio Marcos. A música "Sol da Liberdade" conta com a participação de Milton Nascimento, e "Dara" com a participação da cantora beninense Angélique Kidjo. A outra canção lançada, "Santa Helena", atingiu a posição de número 26, a pior da carreira de Daniela até então. Trabalhou também a faixa "Só no balanço do mar" que foi tema da telenovela Porto dos Milagres da Rede Globo. Um dos grandes sucessos da Banda Mel ganhou uma roupagem moderna nesse álbum, trata-se da faixa "Crença e fé". O álbum inovou por fundir os tambores do samba-reggae sempre presentes na música de Daniela com a música eletrônica. O disco foi elogiado pela critica e a turnê foi a mais bem sucedida da cantora até então, chegando a receber uma elogiosa crítica do The New York Times, quando de sua passagem por Nova Iorque. No dia 12 de janeiro de 2001, a cantora se apresentou na noite de abertura do Rock in Rio III para um público de 160 mil pessoas, com sua turnê Sol da Liberdade.
Daniela confirmou que permaneceria na linha de fusão com música eletrônica em 2002, ao lançar Sou de Qualquer Lugar. O álbum vendeu apenas metade do que o anterior, mas produziu o single que chegou ao primeiro lugar das paradas, "Mutante", escrito por Rita Lee e Roberto de Carvalho. As outras duas canções lançadas, "Beat Lamento" e "Estrelas", um dueto com Toni Garrido, atingiram posições bem inferiores na parada brasileira para os padrões de Daniela: números quinze e vinte, respectivamente. Regravou "Praieira" de Chico Science e mostrou talento na parecia com seu filho na faixa "Aeromoça". O álbum foi recebido com críticas negativas por parte da mídia. No mesmo ano, a cantora foi convidada para representar o Brasil na cerimônia de entrega do Prêmio Nobel da Paz, onde cantou com Paul McCartney a canção Let It Be. A cantora lançou seu segundo álbum ao vivo em abril de 2003, MTV ao Vivo: Eletrodoméstico, gravado em 23 e 24 de janeiro daquele ano na Concha Acústica do Teatro Castro Alves, em Salvador. A performance do show foi lançada em DVD, o primeiro de Daniela, com as participações de Carlinhos Brown, Olodum, Ilê Aiyê. As vendas foram inferiores às dos álbuns anteriores, porém duas das três canções lançadas experimentaram relativo sucesso: "Meu Plano", de Lenine, e "Dona da Banca", que atingiram as posições de número onze e dezessete na parada brasileira, respectivamente. O álbum trás a regravação de "Ive Brussel" com a participação do italiano "Jovanotti", "Milagres do Povo" com a portuguesa "Dulce Pontes", "Riquesa" com a espanhola "Rosario Flores" e teve a participação da banda Hip Hop Hups na regravação de "It Ain't Over Til It's Over" de "Lenny Kravitz"

### 2004–08:Carnaval Eletrônico,ClássicaeBalé Mulato

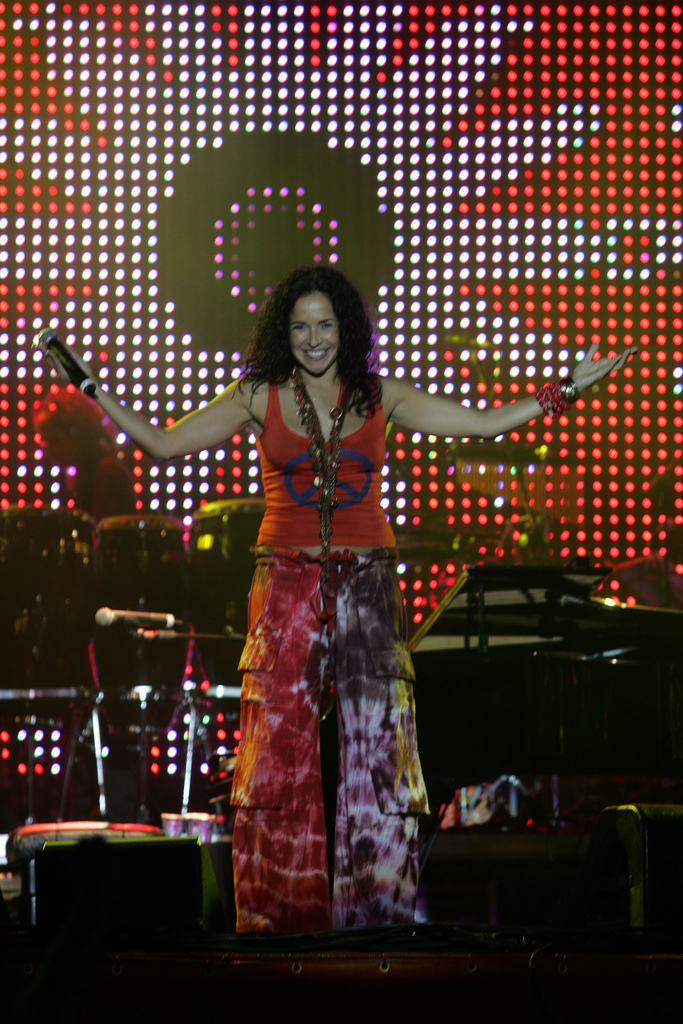
Mercury se apresentando como parte da turnê Balé Mulato, em 2006.

Em 2004, Daniela lançou Carnaval Eletrônico, o último através da BMG, que se fundiria à Sony em agosto daquele ano. Para a gravação do álbum, Daniela convidou influentes DJs e produtores de música eletrônica, além de Gilberto Gil, Carlinhos Brown e Lenine. O lançamento coincidiu com a comemoração dos cinco anos da formação do Trio Techno. O disco vendeu 190 mil cópias e produziu um single que chegou ao primeiro lugar das paradas, "Maimbê Dandá" (o último da cantora no país), canção ganhadora do troféu Dodô e Osmar. A outra canção lançada deste álbum, "Vou Batê Pra Tu", atingiu a posição de número 76 na parada do Brasil, tornando-se a canção de pior desempenho na parada. O álbum trás a participação de Gilberto Gil em "Amor de Carnaval" e Lenine em "Que baque é esse?". Ainda em 2004 participou das gravações do DVD MTV ao Vivo, de Ivete Sangalo, interpretando com ela um dueto na canção Pan-americana. Também esteve presente nas gravações do DVD comemorativo dos 25 anos da Banda Eva, interpretando com Saulo Fernandes a canção Anjo. No dia 5 de junho de 2004, se apresentou na penúltima noite do Rock in Rio Lisboa, com sua turnê Carnaval Eletrônico. Em 2005, Daniela lança o terceiro álbum ao vivo, Clássica. Gravado em 2004 em São Paulo, a apresentação do álbum foi lançada em CD e DVD pela Som Livre. No álbum, interpreta canções de bossa nova, jazz e música popular brasileira. No mesmo ano, Daniela troca de gravadora e lança seu oitavo álbum de estúdio, Balé Mulato, pela EMI. O álbum foi muito bem recebido pelos críticos, que chegaram a compará-lo com Feijão com Arroz. Foi incluída, no álbum, a canção "Olha o Gandhi Aí", vencedora do Troféu Band Folia, como melhor música. No ano seguinte, "Levada Brasileira", outra canção do mesmo álbum, conseguiria repetir o feito. Daniela trabalhou nesse álbum a belíssima canção "Topo do Mundo" que ganhou um videoclipe gravado no Morro dos Prazeres, no Rio de Janeiro, trabalhou também a faixa "Toneladas de Amor" com a participação de "Marcio Mello", cantor e compositor da canção. Fez uma roupagem totalmente moderna para "Meu Pai Oxalá" de Vinicius de Moraes[carece de fontes?] e Toquinho. Do mesmo álbum "Pensar em Você" entraria para a trilha sonora de "Belíssima" da Rede Globo. Ainda em 2005, Daniela, católica devota, foi desconvidada de um concerto de Natal no Vaticano devido à sua posição favorável ao uso de preservativos como forma de prevenção à AIDS. No entanto, de acordo com uma matéria publicada no site do Centro de Mídia Independente, a cantora foi desconvidada do evento porque iria se pronunciar a favor do uso de preservativos para o público durante a performance no evento.
Em 2006, a cantora lançou, também pela EMI, o DVD Baile Barroco, gravado ao vivo no carnaval de Salvador do ano anterior. Este DVD conta com as participações especiais de Gilberto Gil, Luiz Caldas e Ricardo Castro, numa inovadora performance em que a cantora substitui a banda pelo pianista de música clássica. Na ocasião, Daniela declarou que estava incomodada com as críticas por testar ritmos diferentes em seus projetos: "Se invisto sempre no samba-reggae, dizem que sou repetitiva, axezeira. Se parto para a MPB como fiz no Clássica, me acusam de prepotente. Tenho o direito de experimentar, não sou acomodada", disse Daniela Mercury. Em agosto, Daniela também esteve presente nas gravações do DVD Beth Carvalho Canta o Samba da Bahia. Em 17 de setembro deste mesmo ano, gravou Balé Mulato - Ao Vivo no Farol da Barra, em Salvador. A performance do show foi lançada nos formatos de DVD e CD. O show contou com as participações especiais da Banda Didá e das cantoras Gilmelândia e Mariene de Castro. Coube, ao cineasta pernambucano Lírio Ferreira, a direção de imagens do DVD. Balé Mulato - Ao Vivo venceu o Grammy Latino de melhor álbum brasileiro de música regional ou de raízes, o primeiro de Daniela após quatro indicações frustradas.
Em 2007, Daniela foi escolhida para participar de um álbum de tributo ao maestro italiano Ennio Morricone. Também gravou, com Zé Ramalho, o dueto "Procurando a Estrela", que fez parte da trilha sonora da novela Caminhos do Coração da Rede Record, e foi convidada para cantar "Cidade Maravilhosa" e "Aquarela do Brasil" no final da cerimônia de abertura dos XV Jogos Pan-Americanos e dos III Jogos Parapan-Americanos, ambos realizados no Rio de Janeiro. No mesmo ano, participou das gravações do DVD Cidade do Samba, onde interpretou, com João Bosco, a canção "De Frente Para o Crime". No primeiro semestre do ano seguinte, fez participações nos DVDs Ao Vivo em Copacabana de Claudia Leitte - onde cantou com ela "Cidade Elétrica", música de trabalho de Claudia, e Cheiro Acústico da banda Cheiro de Amor, onde chamou a atenção da mídia pela performance sensual de "Uma Noite e Meia", sucesso de Marina Lima, ao lado da vocalista da banda Alinne Rosa (a apresentação terminou com um selinho entre as duas cantoras). A Sony BMG relançou, em formato de box, o álbum O Canto da Cidade e o especial exibido pela Rede Globo em dezembro de 1992.

### 2009–13:CanibáliaeCabeça de Nós Todos

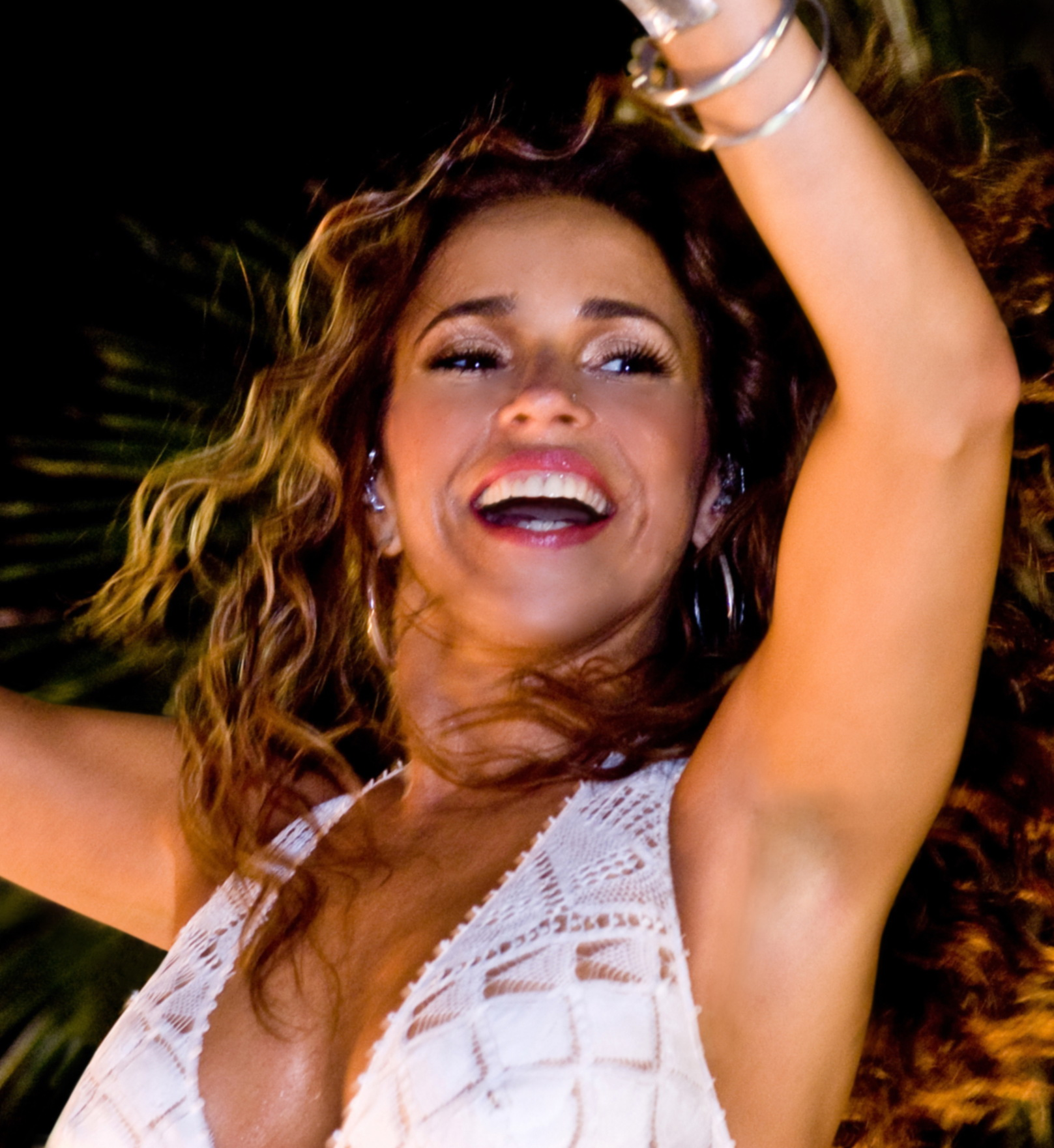
Mercury cantando na celebração do 35.º aniversário de independência de Cabo Verde (2010).

Em 19 de novembro de 2007, a cantora lançou "Preta", que conta com a participação especial de Seu Jorge. A canção, que é fortemente influenciada pelo samba, foi uma das mais tocadas do país durante o carnaval. Para o carnaval de 2009, Daniela gravou a canção "Oyá Por Nós", que escreveu com Alfredo Moura e Margareth Menezes. O tema, baseado na canção "Keto de Yansã", foi primeiramente usada por Moura na cerimônia de doutoramento honoris-causa de Gilberto Gil na Universidade de Aveiro em Portugal. Depois disso, Moura usou o tema numa peça em Viena, na Áustria, na Faculdade de Ciências Musicais. Um ano depois, mostrou o tema para Daniela, que não o conhecia e ela quis imediatamente grava-lo para lançar no Carnaval. Ainda em 2009, a revista Rolling Stone Brasil nomeou Daniela como uma das 100 maiores artistas da música brasileira de todos os tempos. Dos nomes escolhidos pelo júri especializado, apenas 16 eram mulheres. Para finalizar 2009, Daniela lançou o seu novo álbum intitulado Canibália, em novembro. O álbum marca sua volta ao estúdio depois de cinco anos. Preparado lentamente há quase três anos, Canibália chegou às lojas com cinco capas - projeto de Gringo Cardia - e cinco diferentes sequências musicais. Nesse álbum Daniela homenageia a América com a faixa "Sol do Sul", o cinema brasileiro com "Trio em Transe".
Canibália, segundo a cantora, é um extenso projeto que combina música, dança, vídeo e artes plásticas - várias expressões de arte contempladas por ela. Em 2009, sua turnê batizada pelo título do novo álbum começou por São Paulo, três meses depois de a própria artista ter cancelado a estreia marcada para 17 de abril de 2009. O motivo defendido foi a prorrogação do lançamento do CD, ocorrido no final do ano. Canibália já viajou por várias cidades brasileiras e também no exterior. A obra homenageia Carmen Miranda, no seu centenário, com músicas como "Tico-Tico no Fubá" e "O que é que a Baiana Tem?". Para o carnaval de 2010, Daniela gravou "Andarilho Encantado", música lançada oficialmente no projeto especial da cantora Pôr do Som, show que a artista comanda há anos sempre no primeiro dia do ano no Farol da Barra, em Salvador. Também em 2010, ano em que o trio elétrico completa 60 anos e o axé music 25, a mídia aventou a possibilidade dela rodar um filme documentário sobre essa invenção do carnaval baiano, o axé music, com destaque para os percussionistas.
Já em 2012, a cantora baiana havia despertado a atenção da escritora e feminista norte-americana Camille Paglia, a qual declarou, ao jornal inglês The Independent, que tinha uma "queda" pela estrela baiana. Paglia declarou, a uma emissora de televisão canadense, que está "apaixonada por uma superestrela brasileira. Estou acompanhando seu trabalho. Ela é a Daniela Mercury. Na verdade, isso tem sido bem importante. Esse é o ponto em que estou na minha vida". Em entrevista à revista brasileira Veja, a intelectual revelou que pretende escrever dois livros sobre a cantora baiana. Em fevereiro de 2013 a cantora foi convidada para uma entrevista ao programa Leading Women, da CNN Internacional, e foi anunciada pela emissora como a "Madonna brasileira". A atração destaca as mulheres mais influentes do mundo em suas áreas de atuação.
No final de 2013, lança o álbum Daniela Mercury & Cabeça de Nós Todos, em parceria com o grupo Cabeça de Nós Todos, contando com canções como "Couchê", "Alma Feminina", "Paula e Bebeto", "Aquele Abraço" e "Cheia de Graça" são algumas das faixas que estão sendo apresentadas neste trabalho da artista. É um álbum urbano, de pop-rock que não dispensa a assinatura rítmica de Daniela; ainda, lança em parceria com a esposa Malu Verçosa o livro Daniela e Malu, Uma História de Amor, que conta a história do relacionamento das duas desde o momento da amizade até o casamento.

### 2014–17:Vinil VirtualeO Axé, a Voz e o ViolãoeTri Eletro

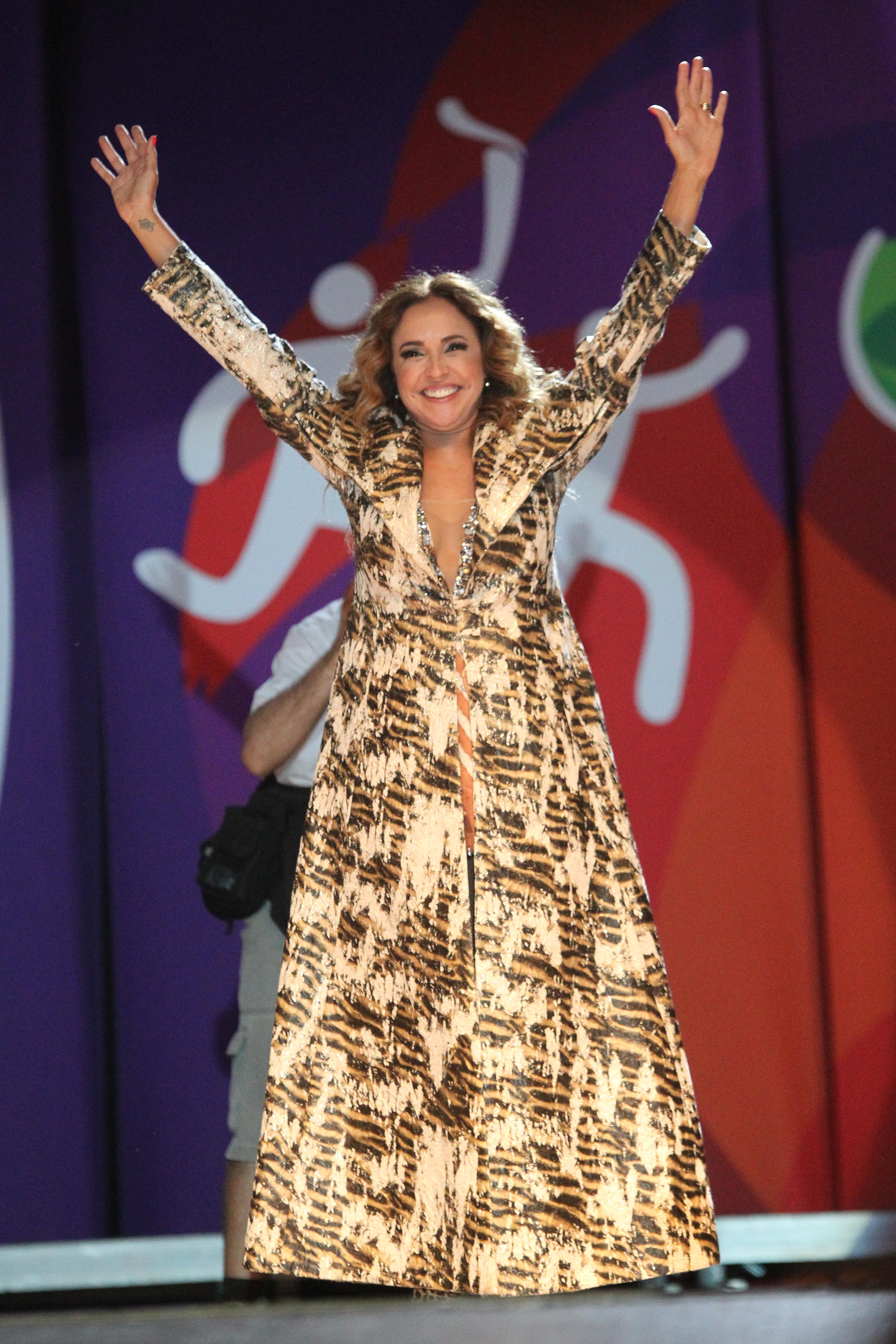
Mercury durante os Jogos Olímpicos de Verão de 2016

Em 2014, foi mentora no The Voice Kids (versão do The Voice tradicional para crianças) de Portugal por ser muito conhecida em terras portuguesas. No mesmo ano, lançou o single "A Rainha do Axé (Rainha Má)", um ijexá eletrônico que fala da força da mulher, de amor e fé que foi cantada pelos foliões durante o carnaval de Salvador de 2015. Em novembro de 2015, Daniela lançou o álbum Vinil Virtual, com quinze faixas, sendo dez feitas sozinha por Daniela e as outras 5 em parceria com outros compositores, produzido por Daniela e Yacoce Simões. Há duas escritas com Marcello Quintanilha, duas com seu filho Gabriel Póvoas e uma com Simões. Daniela musicou dois poemas escritos para sua esposa, "Maria Casaria" e "Sem Argumento".
Ainda sobre Vinil Virtual, Daniela trabalhou a faixa "Alegria e Lamento", homenageou Gilberto Gil em "De Deus, De Alah, De Gilberto Gil", lançou também "Três Vozes" falando do Ilê, Didá e do Olodum e fala da América de forma única em "América do Amor"
Ainda em novembro do mesmo ano, a artista gravou seu sexto DVD da carreira. O Axé, a Voz e o Violão, foi gravado no palco do Teatro Castro Alves, em Salvador. Mais de 4 décadas se passaram desde que a artista pisou pela primeira vez no palco sagrado do TCA. A obra é uma coprodução da editora e produtora de Daniela, a Páginas do Mar, e o Canal Brasil, e foi lançada em outubro de 2016. Daniela toca músicas apenas com voz e violão, indo desde sucessos de seu repertório a uma versão de "Como Nossos Pais". Com o toque do violão de Alexandre Vargas, Daniela trouxe para o formato acústico sucessos da MPB e do axé music. O registro do show foi viabilizado através de parceria da empresa da artista, Páginas do Mar, com o Canal Brasil. A capa foi criada pelo Estúdio Roda sobre foto de Célia Santos.
Em novembro de 2016, o jogo eletrônico Watch Dogs 2, da Ubisoft, incluiu na trilha sonora a música Rapunzel, de Daniela, sendo executável no rádio dos veículos ou no smartphone do protagonista. Em outubro de 2017, lança o videoclipe da música "Banzeiro" carro chefe do EP Tri Eletro lançado no mesmo ano, e trazendo ainda "Samba Presidente" e "Eletro Ben Dodô" nas plataformas digitais, sem versão em CD físico.

### 2018–Perfume
Em 2018 Daniela começou a trabalhar em seu décimo segundo álbum e, em outubro, lançou o single "Pagode Divino". Um mês depois lançou "Pantera Negra Deusa". Em 5 de fevereiro de 2019 lança "É Proibido Carnaval" em parceria com Caetano Veloso, sua aposta para o Carnaval daquele ano, sendo a letra uma resposta ao momento conservador que o país passava e aos rumores de que o Carnaval poderia ser impedido futuramente. No mesmo ano liberou "Duas Leoas" e "Rainha da Balbúrdia" Apenas em 10 de janeiro de 2020 Daniela lançou seu álbum Perfume, que trouxe como carro-chefe a faixa "Confete e Serpentina".
O álbum trás também até então não lançada em nenhum álbum as faixas 'Cidade da Música" e "Andarilho Encantado". Recentemente tem trabalhando a faixa "Exalou" e "Pétala por Pétala"

## Filantropia

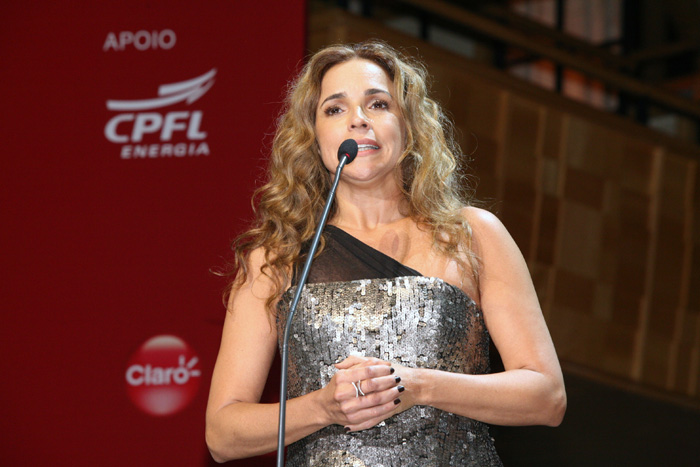
Daniela Mercury no Prêmio Bravo! Prime de Cultura (2009)

Atenta à realidade social brasileira e com grande desejo de contribuir para a preservação das nossas matrizes culturais, Daniela criou, em 2008, o seu Instituto "Sol da Liberdade". Hoje, o ISL realiza, em parceria com o UNICEF e a ESPN Brasil, o projeto Caravana da Música. A Caravana da Música é um projeto itinerante que percorre o Brasil desde 2007, visitando uma cidade a cada mês. As cidades a serem visitadas são indicadas pelo UNICEF, de acordo ao IDH (Índice de Desenvolvimento Humano) e ao IDI (Índice de Desenvolvimento da Infância). Em cada uma das cidades visitadas, a "Caravana da Música" ergue uma grande infraestrutura onde oferece a 3 000 crianças uma vivência inédita com a dança, a música, o teatro, a construção de instrumentos, a arte circense e outras diversas experiências artísticas. Além de atender às crianças, a Caravana da Música oferece também formação em Arte Educacional para 250 professores da rede pública de cada um dos municípios visitados. A Caravana da Música já atendeu diretamente mais de 50 mil crianças e 30 mil professores. Considerando que cada professor da rede pública formado pela Caravana se transforma em um multiplicador da Arte Educacional, a estimativa é que a Caravana da Música já tenha atingido, indiretamente, mais de meio milhão de brasileirinhos. Toda a ação da Caravana da Música pelo interior do país é registrada pela equipe da ESPN Brasil que, mensalmente, exibe um documentário sobre a atuação do projeto. O documentário é exibido no Brasil e em mais 157 países.
Além de presidir o Instituto Sol da Liberdade, Daniela é ainda Embaixadora Nacional da Boa Vontade do UNICEF, título que recebeu em 1995, quando se tornou a segunda personalidade brasileira a receber tal honra. Ela também já participou de vários shows beneficentes em prol das crianças, dentre eles o Criança Esperança da UNICEF/Rede Globo e o Teleton da AACD/SBT. Parte dos direitos do álbum Elétrica de 1998 foram doados à UNICEF. É também embaixadora do Instituto Ayrton Senna. Daniela também já participou de outros projetos beneficentes, não ligados diretamente às crianças. Em 7 de outubro de 2003, participou do show Solidariedade Brasil-Noruega em prol do Fome Zero no Teatro Nacional, em Brasília. É ligada também à ONG América Latina em Ação Solidária (ALAS), tendo participado em setembro de 2007 de uma campanha publicitária promovendo ajuda aos desabrigados pelo terremoto no Peru. Em 2013 foi convidada pra participar da campanha mundial da ONU, Free & Equal (Livres e Iguais), juntamente com Ricky Martin e outros artistas internacionais.

## Vida pessoal

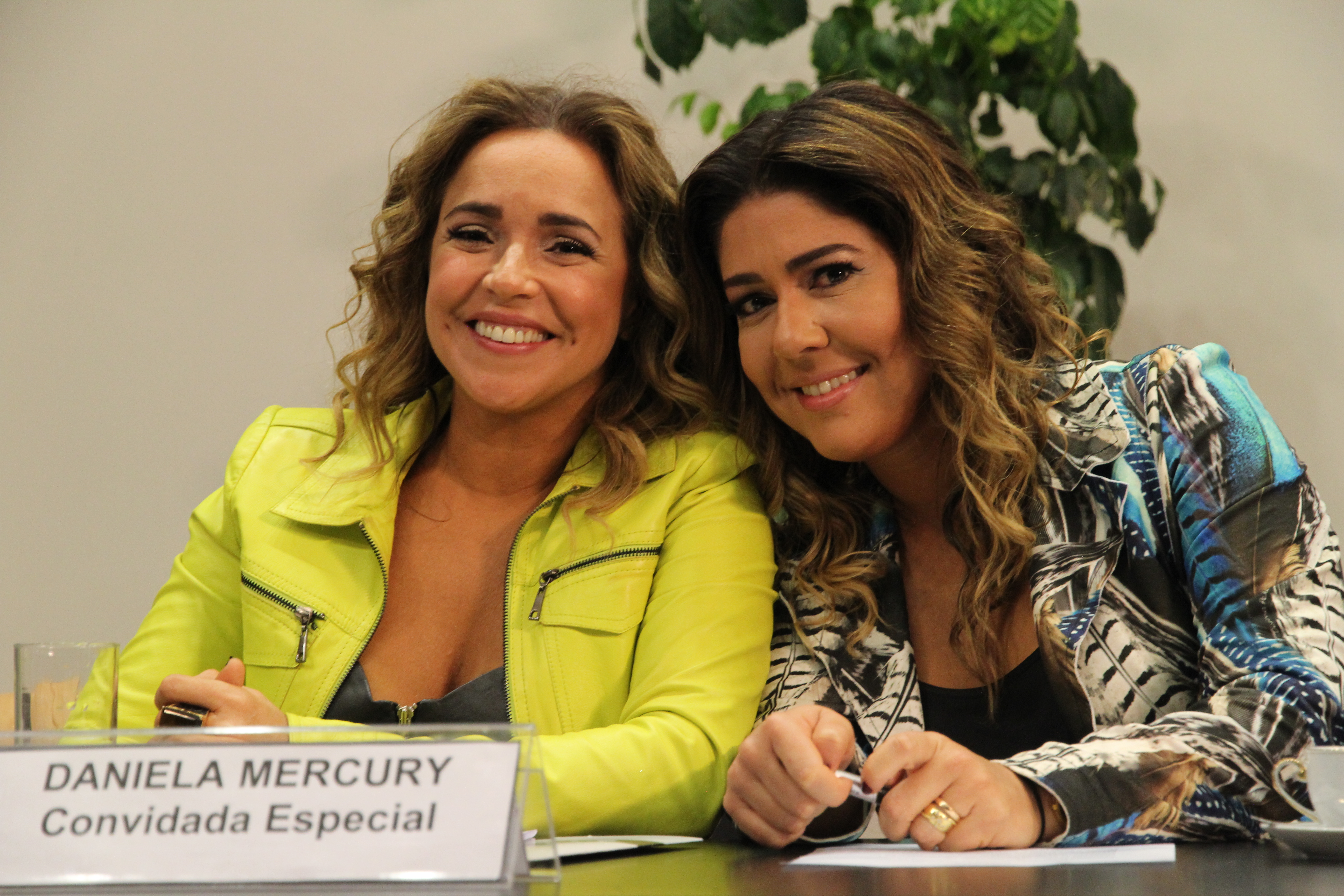
Mercury e sua esposa Malu Verçosa no XII Seminário LGBT na Câmara dos Deputados, em Brasília (2015)

Mercury classifica-se como uma pessoa de "sexualidade múltipla" – ou bissexual. Entre 1984 e 1996, ela foi casada com o engenheiro eletrônico Zalther Portela Laborda Póvoas, com quem teve dois filhos; o músico Gabriel Póvoas, nascido em 3 de setembro de 1985 e a bailarina Giovana Póvoas nascida em 9 de dezembro de 1986. Em 2007, a imprensa noticiou que Mercury estaria namorando uma arquiteta de Nova Iorque, da qual nunca divulgou o nome. Mais tarde, a própria Mercury confirmaria a história: "É verdade, mas [ela] não é arquiteta."
Em 2008 começou a namorar o publicitário italiano Marco Scabia, com quem foi casada de 2009 a 2012. Em 2013 começou a namorar a jornalista Malu Verçosa, com quem se casou naquele ano. Com Malu, Mercury tem três filhas: Marcia Verçosa de Sá Mercuri, Alice Maria Verçosa de Sá Mercuri e Ana Isabel Verçosa de Sá Mercuri.

## Discografia
| - Daniela Mercury (1991) - O Canto da Cidade (1992) - Música de Rua (1994) - Feijão com Arroz (1996) - Sol da Liberdade (2000) - Sou de Qualquer Lugar (2001) - Carnaval Eletrônico (2004) - Balé Mulato (2005) - Canibália (2009) - Vinil Virtual (2015) - Perfume (2020) - Baiana (2022) |

## Filmografia

### Televisão
| Ano  | Título                        | Cargo / Personagem | Nota                       |
| ---- | ----------------------------- | ------------------ | -------------------------- |
| 1992 | O Canto da Cidade             | Ela mesma          | Especial de fim de ano     |
| 1997 | Mandacaru                     | Maria Bonita       | Episódio: "12 de agosto"   |
| 1998 | Dona Flor e Seus Dois Maridos | Esmeralda          | Episódio: "1 de maio"      |
| 2002 | Popstars                      | Mentora assistente | Temporada 1                |
| 2006 | Dança Comigo                  | Jurada especial    | Episódio: "17 de junho"    |
| 2007 | Paraíso Tropical              | Ela mesma          | Episódio: "20 de setembro" |
| 2014 | The Voice Kids Portugal       | Jurada / Mentora   | Temporada 1                |
| 2016 | Superstar                     | Jurada / Mentora   | Temporada 3                |
| 2018 | Segundo Sol                   | Ela mesma          | Episódio: "15 de maio"     |
| 2019 | Uma Vila de Novela            | Ela mesma          | Episódio: "9 de dezembro"  |

### Cinema
| Ano  | Título                                    | Personagem | Nota         |
| ---- | ----------------------------------------- | ---------- | ------------ |
| 2005 | Chame Gente - A História do Trio Elétrico | Ela mesma  | Documentário |
| 2017 | Axé: Canto do Povo de um Lugar            | Ela mesma  | Documentário |

## Turnês
- Turnê Swing da Cor (1991–92)
- Turnê O Canto da Cidade (1992–94)
- Turnê Música de Rua (1995–96)
- Turnê Feijão com Arroz (1996–99)
- Turnê Sol da Liberdade (2000–01)
- Turnê Sou de Qualquer Lugar (2002–04)
- Turnê Carnaval Eletrônico (2004–06)
- Turnê Balé Mulato (2006–08)
- Turnê Canibália (2009–13)
- Turnê Couché (2013)
- Turnê Pelada (2014)
- Turnê Baile da Rainha Má (2015–16)
- Turnê A Voz e o Violão (2016–19)
- Turnê Perfume (2020–22)
- Turnê Baiana (2023–presente)

## Prêmios e indicações
Grammy Latino
| Ano  | Nomeação              | Categoria                                                | Resultado |
| ---- | --------------------- | -------------------------------------------------------- | --------- |
| 2004 | Carnaval Eletrônico   | Melhor Álbum de Pop Contemporâneo Brasileiro             | Indicado  |
| 2006 | Baile Barroco         | Melhor Vídeo Musical - Versão Longa                      | Indicado  |
| 2007 | Balé Mulato - Ao Vivo | Melhor Álbum de Música Regional ou de Raízes Brasileiras | Venceu    |

| Prêmio Sharp - 1991: Melhor revelação feminina regional - 1992: Prêmio especial de melhor música por "O Canto da Cidade" - 1992: Melhor cantora regional - 1994: Melhor cantora regional Prêmio TIM de Música - 2006: Melhor cantora regional - 2006: Melhor cantora (voto popular) Troféu Band Folia - 2005: Melhor Música por "Olha o Ghandy Ai" - 2006: Melhor Música por "Levada Brasileira" - 2018: Melhor Música por "Banzeiro" Troféu Dodô e Osmar - 1992: Melhor cantora - 1993: Homenagem Especial - Hors Concours - 1994: Homenagem Especial - Hors Concours - 1995: Homenagem Especial - Hors Concours - 1996: Homenagem Especial - Hors Coucours - 1997: Melhor cantora - 1997: Melhor música por "Rapunzel" - 1999: Melhor performance - 2001: Destaque feminino - 2002: Homenagem especial - Hors Concours - 2004: Melhor música por "Maimbê Dandá" - 2005: Melhor projeto visual de trio - 2006: Prêmio Especial Sérgio Simões - 2007: Camarote mais bonito - 2007: Melhor visual de trio elétrico - 2009: Melhor Figurino Feminino - 2015: Melhor Figurino | Prêmio da Música Brasileira - 2010: Melhor cantora (voto popular) Premios Ondas - 2000: Melhor artista latino Prêmio Brasil DVD - 2003: Melhor DVD musical nacional: MTV ao Vivo – Eletrodoméstico Prêmio Multishow de Música Brasileira - 1995: Melhor cantora - 1997: Melhor cantora - 2002: Melhor música por "Mutante" Prêmio APCA - 1992: Melhor show por O Canto da Cidade MTV Video Music Brasil - 1997: Melhor fotografia em vídeo: "Nobre Vagabundo" - 2000: Melhor videoclipe de axé: "Ilê Pérola Negra (O Canto do Negro)" Troféu Imprensa - 1993: Melhor música por O Canto da Cidade - 1993: Melhor cantora - 1993: Revelação do Ano - 1997: Melhor música por À Primeira Vista - 1997: Melhor cantora - 1998: Melhor cantora Lifetime Achievement Award - 2015: Reconhecimento da carreira International Portuguese Music Awards (IPMA) - 2017: Life Achievement Award - 2017: Outstanding Album Award por Vinil Virtual Poc Awards - 2019: Categoria 'Que Hino', escolha do júri do Gay Blog Br, por "Proibido o Carnaval", com Caetano Veloso Civis - 2006: Ordem de Rio Branco no grau de Oficial suplementar |